# 增山正賢
增山正賢（日语：／ Mashiyama Masakata，1754年11月27日—1819年2月23日），號雪齋，日本江戶時代中期至末期的大名、畫家，伊勢國長島藩第5代藩主、長島藩增山家第6代家督。他以文人大名而為人所知，繪有多幅畫作。
增山正賢出生在江戶，是第4代藩主增山正贇的長子。1774年（明和8年）被確立為繼承人，並前往江戶御目見。1776年（安永5年）正贇去世後繼任家督。他曾在幕府擔任過大坂城加番等職。
正賢在政治上無能，但他在文化方面確實當時的領軍人物。1785年（天明5年）命令儒官十時梅厓創設藩校文禮館及孔子廟，還招聘許多文化人，為文治發展作出貢獻。其本人精通書畫，擅長畫山水畫和花鳥畫。他跟隨書道家趙陶齋學習唐樣；繪畫上，他拜木村蒹葭堂為師，學習南蘋派精緻的畫風，其畫作受到田能村竹田「氣韻生動」的高度評價。他與大田南畝、菊池五山、宋紫石、渡邊玄對、大窪詩佛、朽木昌綱等文人都有交流。此外，他對圍棋和煎茶也有研究。著有《松秀園亭舍記》、《煎茶式》等書。
1801年（享和元年）讓位給長子正寧並隱居，此後在位於江戶巢鴨的下屋敷過著悠然自得的生活。但是，沉迷於文化的他違反了幕府禁止奢侈的命令，於1804年（文化元年）被處以謹慎的處分。1819年（文政2年）在江戶的築地去世，享年66歲。